# Sin señal (película)
Sin Señal es una película de terror argentina filmada en formato documental, dirigida por David Sofia. Se estrenó en dicho país el 11 de septiembre de 2014. 
Ha participado en importantes festivales de cine, como es el caso del Festival Internacional de Cine de Mar del Plata][, el Festival Buenos Aires Rojo Sangre, El Festival Internacional Montevideo Fantástico, donde cosechó los premios al Mejor Director y Mejor Elenco. Obtuvo en el Festival Internacional de Villa Carlos Paz, Argentina, el Premio a la Mejor Película de Terror. Los títulos finales cuentan con música sinfónica compuesta por el Productor Luis Ariel Buchhalter.

## Argumento
Un grupo de cineastas, entre ellos León, el camarógrafo, llega a la Isla El Faro Rojo, una isla abandonada en la que no hay señal de celular ni electricidad con el propósito de filmar un documental acerca de los antiguos nativos que vivieron allí.
El documental que van a filmar consiste en demostrar que los aborígenes establecieron a esa isla como un lugar de exilio maldito. El arqueólogo de la expedición refiere truculentos detalles de las demoníacas ceremonias que allí se efectuaban, lo cual en un lugar tan solitario y terrorífico convierte la estadía de este equipo de profesionales en una verdadera pesadilla.
Se suscitan varios problemas técnicos que hacen que León, encargado del making of, tenga que filmar todo lo que ocurra con su cámara y será justamente lo que él grabe lo que se ve en la pantalla.

## Producción
Fue filmada en los cinco días que permanecieron todos los miembros del equipo de filmación en la Isla El Faro Rojo. Coloquialmente la película Sin Señal posee bastante trabajo de posproducción, pero no hubo producción en el sentido general como la tienen la mayoría de las películas.
Sin embargo la postproducción de Sin Señal fue de bajo costo: su presupuesto alcanzó los 1200 dólares estadounidenses totalmente aportados por El Faro Rojo Films.

## Reparto
- León Icanobiff
- Karina Androvich
- Sebastián Blanco Leis
- Andrea Portela
- Emiliano Ramos
- Nicolás Dela Rosa

## Comentarios
Ezequiel Boetti en Página 12 opinó:

”Narrados con solvencia y conocimiento del género, los dos primeros tercios de Sin señal suman situaciones que progresivamente marcarán dislates y quiebres en el grupo y, con ellos, el reposicionamiento de los integrantes en distintos escalafones de poder. Los problemas surgen en la última parte, cuando el film desplace su atención al revelamiento de los mecanismos detrás de lo sobrenatural, poniéndole nombre y apellido a lo que hasta entonces era sugerido. Así, Sin señal termina siendo víctima de uno de los peores villanos del cine de terror de los últimos años. Villano que paradójicamente no está en la pantalla, sino en un guion dispuesto a explicarlo todo.”

Fede Cobreros en el sitio Alta peli dijo:

”Un found footage argento, a priori, no suele ser demasiado original o bueno. Sin embargo, Sin Señal tiene más de un as bajo la manga para compartir con sus espectadores…. si bien por momentos cae en lugares comunes, no por eso dejan de ser en principio efectivos, y en definitiva bien ejecutados. Más de un susto real tuve al ver la película, y algo que RARA vez se ve en una película argentina, o del género en general: Tensión….Sin Señal genera tensión en ciertos momentos, por medio del cámara en mano, donde es uno el que está expuesto a “lo otro”. Como siempre dije, en una peli de terror “convencional” es al personaje al que le pasan las cosas, en cambio en un found footage, al estar la cámara en primera persona las cosas nos pasan a “nosotros”, y esto está muy bien explotado….Sin embargo, si bien el final, tiene una excelente vuelta de tuerca, y resuelve muchas cosas de la película, es algo flojo. Si es jugadísimo a nivel apuesta, sobre todo para una película de género, lo cual, al menos, es respetable. No por eso, arruina el resto del viaje ni mucho menos….Sin deslumbrar, pero también sin aburrir que es lo más importante del caso, Sin Señal funciona. Gracias a un misterio bien construido y algunas buenas ideas desde la realización, la película logra estremecernos y tenernos al borde de la butaca en más de una oportunidad. El final descoloca, es cierto, pero nadie puede decir que vaya en contra del verdadero mensaje detrás de la cinta…. les aseguro que además de divertirse y asustarse un poco, se van a encontrar con una buena película. Y eso ya es muchisimo.

Lisandro Liberatto en el sitio Alta peli escribió:

”… El formato tiene una razón de ser (algo que queda claro con la resolución) y sobre todo está bien utilizado cuando es momento de atrapar y estremecer al espectador…. dentro del cine naciona… han aparecido una buena cantidad de película de terror que, más allá de su calidad, no siempre logran asustar. Y si bien tampoco soy partidario de que ese deba ser el único requisito que debe cumplir una película de dicho género para ser considerada buena, sin dudas es un plus cuando lo logran y este es uno de esos casos.
Son varias las secuencias en las que Sin Señal logra estremecernos y todas gracias al buen uso del formato. Ya sea desde una interesante idea visual o simplemente con sonidos fuera de campo, la película juega con nuestra sugestión y se divierte con eso. También debemos destacar que una historia interesante, con actuaciones lo suficientemente creíbles y un buen desarrollo de la trama, ayudan a la hora de buscar el susto.
Mi único verdadero problema con Sin Señal es el final, la resolución. …Sin dudas es un giro interesante el que buscaron los realizadores, pero descoloca. Y a la hora de cerrar una historia eso no siempre es algo bueno.

## Estrenos
| País                 | Fecha                    | Motivo                                             |
| -------------------- | ------------------------ | -------------------------------------------------- |
| Bandera de Argentina | noviembre de 2012        | Festival Internacional de Cine de Mar del Plata    |
| Bandera de Argentina | noviembre de 2012        | Festival Internacional Buenos Aires Rojo Sangre    |
| Bandera de España    | diciembre de 2012        | Catacumba Horror Film festival                     |
| Bandera de Argentina | diciembre de 2012        | Festival Internacional de Cine de Villa Carlos Paz |
| Bandera de Uruguay   | diciembre de 2013        | Festival Montevideo Fantástico                     |
| Bandera de Colombia  | mayo de 2014             | Festival Internacional de Montería                 |
| Bandera de Uruguay   | agosto de 2014           | Festival Internacional Piriápolis de Película      |
| Bandera de Argentina | agosto de 2014           | Festival Nacional Leonardo Favio                   |
| Bandera de Argentina | 11 de septiembre de 2014 | Salas comerciales                                  |